# 野洲市立三上小学校
野洲市立三上小学校（やすしりつ みかみしょうがっこう）は、滋賀県野洲市三上にある公立小学校。

## 沿革
- 1899年5月10日 - 創立[1]

## 学区
野洲の一部、小篠原、行畑の一部、行畑一丁目及び二丁目、市三宅の一部、大畑、栄の一部、三上の一部、妙光寺の一部

## 進学先中学校
野洲市立野洲中学校